# Rennequin Sualem
Rennequin Sualem (Jemeppe-sur-Meuse, 29 gennaio 1645 – 1708) è stato un inventore del Principato vescovile di Liegi.
Era un carpentiere di Liegi, che intorno al 1668 costruì a Modave una macchina idraulica destinata ad innalzare le acque del fiume Hoyoux fino alla corte del castello del Conte de Marchin (trovandosi il castello, circa 50 metri più in alto del fiume).
In seguito fu chiamato da Arnold de Ville per realizzare, secondo lo stesso principio, sulle acque della Senna nei pressi di Bougival, la Macchina di Marly, costituita da ben quattordici ruote idrauliche che, sfruttando la corrente del fiume, potevano innalzarne l'acqua per oltre 160 metri in modo da alimentare i giochi d'acqua e le fontane della vicina Reggia di Versailles.
Come riconoscenza per le sue capacità, il re Luigi XIV lo nominò "Primo Ingegnere del Re". Al re, che gli domandò come avesse potuto realizzare questa macchina, rispose in dialetto vallone: «Riflettendoci Sire».
| Controllo di autorità | VIAF (EN) 211293999 · ISNI (EN) 0000 0003 5866 9877 |